# Welpensterben
Das Welpensterben ist eine durch das Canine Herpesvirus 1 (CHV-1) verursachte Erkrankung der Haushunde, die durch eine hohe Sterblichkeit bei ein bis drei Wochen alten Welpen gekennzeichnet ist. Die Erkrankung wurde erstmals 1965 in den USA beschrieben.

## Erreger und Pathogenese
Das Canine Herpesvirus ist ein für Hunde spezifisches Virus, das weltweit vorkommt. Es spielt vor allem als Erreger des Zwingerhusten-Komplexes eine Rolle. Die Verbreitung erfolgt bei erwachsenen Hunden durch Aufnahme von Viren über Mund und Nase sowie bei der Begattung.
Die Infektion der Welpen ereignet sich zumeist bereits im Mutterleib, jedoch nur wenn die Hündin noch keine Antikörper gegen den Erreger gebildet hat, also während der Trächtigkeit das erste Mal mit dem Virus infiziert wird. Werden die Welpen lebend geboren, erfolgt die Infektion während der Geburt oder auch in den ersten drei Lebenswochen bei Kontakt mit Virusausscheidern. Hatte das Muttertier bereits vor der Trächtigkeit mit dem Virus Kontakt, sind die Welpen durch mütterliche Antikörper geschützt. Bei Hündinnen, die einen Wurf durch das Canine Herpesvirus verloren haben, erhalten die Welpen des folgenden Wurfes mütterliche Antikörper aus der Muttermilch (Kolostrum). Diese Welpen können dann Virusträger sein, sie werden aber nicht krank.
Für die Pathogenese der Erkrankung der Welpen ist von Bedeutung, dass sie in den ersten drei Lebenswochen noch keine voll ausgebildete Thermoregulation besitzen, die Schleimhäute demnach kühl sein können, was den Viren eine optimale Vermehrung sichert. Das Virus kann sich nun im ganzen Körper ausbreiten (Generalisation) und sich in den inneren Organen ansiedeln. Ältere Welpen sind durch die nunmehr vollständige Homoiothermie entsprechend vor einer Generalisation des Virus geschützt, bei ihnen treten dann allenfalls Atemwegsinfekte (Zwingerhusten) auf.

## Klinische Befunde
Die CHV-Infektion kann das Absterben von Welpen bereits im Mutterleib und damit Fehlgeburten hervorrufen. Bei gesund geborenen Welpen, die bei der Geburt infiziert wurden, treten nach einer Inkubationszeit von 3 – 7 Tagen Trinkunlust, Durchfall, Erbrechen, Atemnot und vermehrter Speichelfluss auf. Sie wimmern und schreien. Die Bauchwand kann angespannt und schmerzhaft sein. Der Tod tritt meist innerhalb von 2 Tagen ein. Überstehen Saugwelpen die Erkrankung, so können sich zentralnervöse Erscheinungen wie Taubheit und Ataxien oder Blindheit einstellen.
Labordiagnostisch ist eine Abnahme der Blutplättchen (Thrombozytopenie) typisch.

## Diagnose und  Differentialdiagnose
Die Diagnose kann aufgrund des Welpenalters und der klinischen Symptome auf Verdacht gestellt werden. Bei toten Welpen lassen sich bei der pathologischen Untersuchung typische Nekroseherde in Nieren und Leber nachweisen, aus denen auch CHV-1-Viren isoliert und nachgewiesen werden können. 
Differentialdiagnostisch müssen andere Ursachen für Welpenverluste, insbesondere bakterielle Infektionen, Fehlbildungen, Unterkühlung und Erstickung abgeklärt werden.

## Therapie
Eine spezifische Therapie ist nicht möglich, eine sofortige Behandlung bei ersten Krankheitsanzeichen mit einem Serum kann zumindest eine Milderung der Krankheit bewirken. Ansonsten kann nur symptomatisch gegen die Symptome vorgegangen werden, aufgrund des rapiden Verlaufs allerdings nur mit begrenztem Erfolg.

## Prävention
Prophylaktisch können trächtige Hündinnen mit dem seit 2003 verfügbaren Impfstoff Eurican Herpes geimpft werden. Die erste Impfung sollte entweder während der Läufigkeit oder der ersten zehn Tage nach dem Deckzeitpunkt erfolgen, die zweite 1 bis 2 Wochen vor dem erwarteten Geburtstermin.
Isolierung der Hündin während der Trächtigkeit und in den ersten drei Wochen nach der Geburt und gute Hygiene bei den Personen, die mit den Hunden umgehen, ist der effektivste Weg das Risiko für die Welpen zu minimieren. Es besteht eine hohe Seroprävalenz unter erwachsenen teilweise symptomfreien Hunden. Eine komplette Vermeidung sozialer Kontakte wäre für die meisten Hunde aber keine sinnvolle Präventionsstrategie.
Viele Züchter lassen vor einem Deckakt vom Tierarzt bei der Hündin einen Vaginalabstrich und beim Rüden einen Vorhautabstrich nehmen, der zur Untersuchung in ein Labor eingeschickt wird, um einer unerwünschten Neuinfektion vorzubeugen.